# Phil Campbell
Ne doit pas être confondu avec Phil Campbell (Alabama).
Pour les articles homonymes, voir Campbell.
Phil Campbell, né Philip Anthony Campbell le 7 mai 1961 à Pontypridd, est un musicien gallois. Il est principalement connu pour avoir été le guitariste du groupe Motörhead de 1983 à 2015.

## Biographie

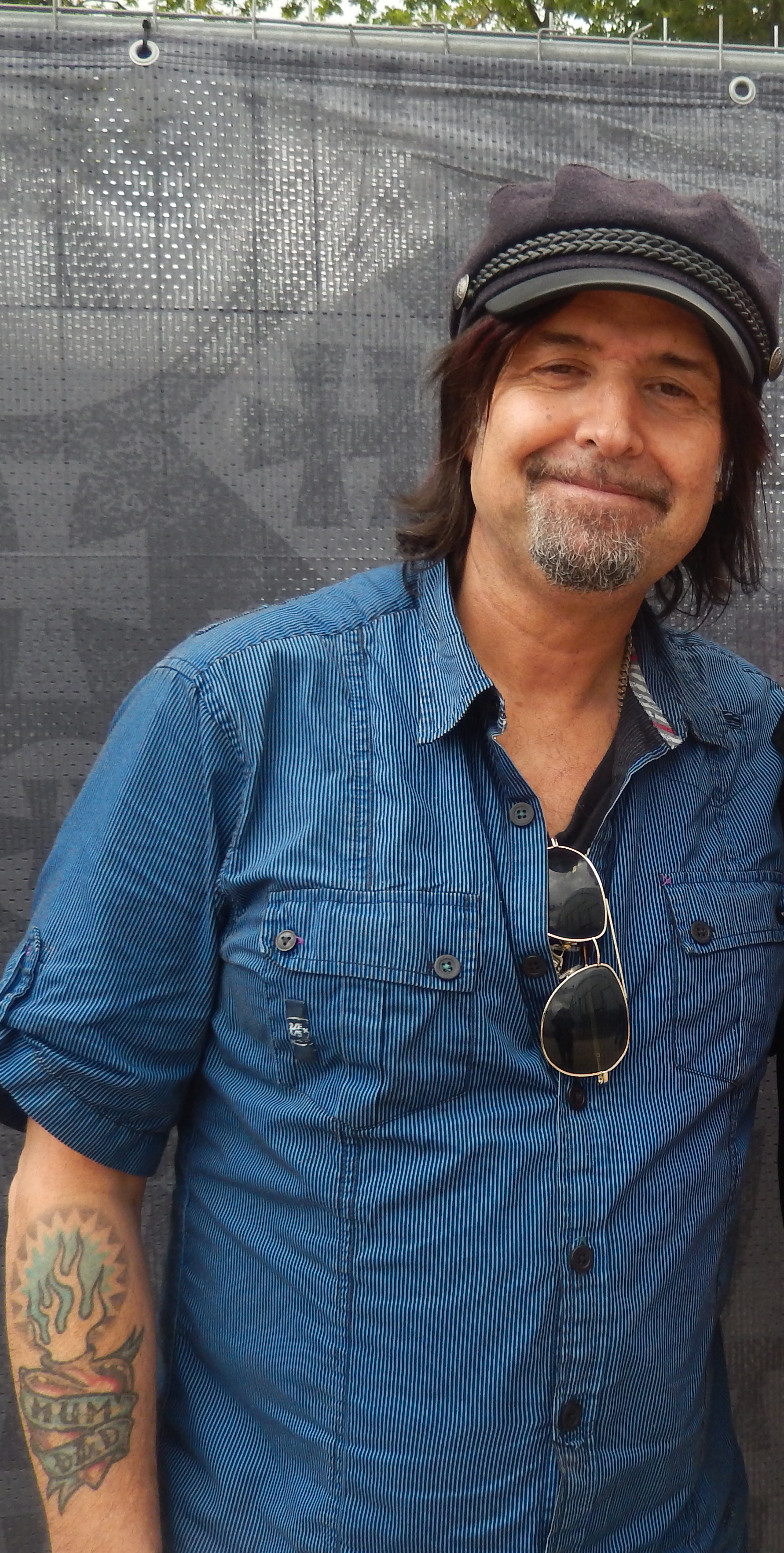
Phil Campbell au Hellfest 2016 avant l'inauguration de la statue de Lemmy.

Phil Campbell est né à Pontypridd dans le sud du pays de Galles.
Il commence à jouer de la guitare à l'âge de 10 ans. Il a été inspiré par Jimi Hendrix, Tony Iommi, Jimmy Page, Michael Schenker, Brian May.
Il fonde en 2014 le groupe Phil Campbell's All Starr Band, renommé Phil Campbell and the Bastard Sons après la disparition de Motörhead. Le groupe comporte ses trois fils, Todd (guitare), Dane (batterie) et Tyla (basse), ainsi que le chanteur Neil Starr. Sur scène, le groupe reprend certains succès de Motörhead, ainsi que de nouvelles compositions.

## Discographie

Logo du groupe Phil Campbell and the Bastard Sons

Avec Persian Risk :
- 1981 : Calling for You (single)
- 1983 : Ridin' High (single)

Avec Motörhead :
- 1984 : No Remorse
- 1986 : Orgasmatron
- 1987 : Rock'n'roll
- 1991 : 1916Logo du groupe Phil Campbell and the Bastard Sons
- 1992 : March ör Die
- 1993 : Bastards
- 1995 : Sacrifice
- 1996 : Overnight Sensation
- 1998 : Snake Bite Love
- 2000 : We Are Motörhead
- 2002 : Hammered
- 2004 : Inferno
- 2006 : Kiss of Death
- 2008 : Motörizer
- 2010 : The Wörld is Yours
- 2013 : Aftershock
- 2015 : Bad Magic

Avec The Bastards Sons
- 2016 : Phil Campbell and the Bastards Sons
- 2018 : The Age of Absurdity
- 2020 : We're the Bastards

Autres artistes
- 2019 : Old Lions Still Roar (album constitué de duos tels que Alice Cooper, Ben Ward...)

## Matériel

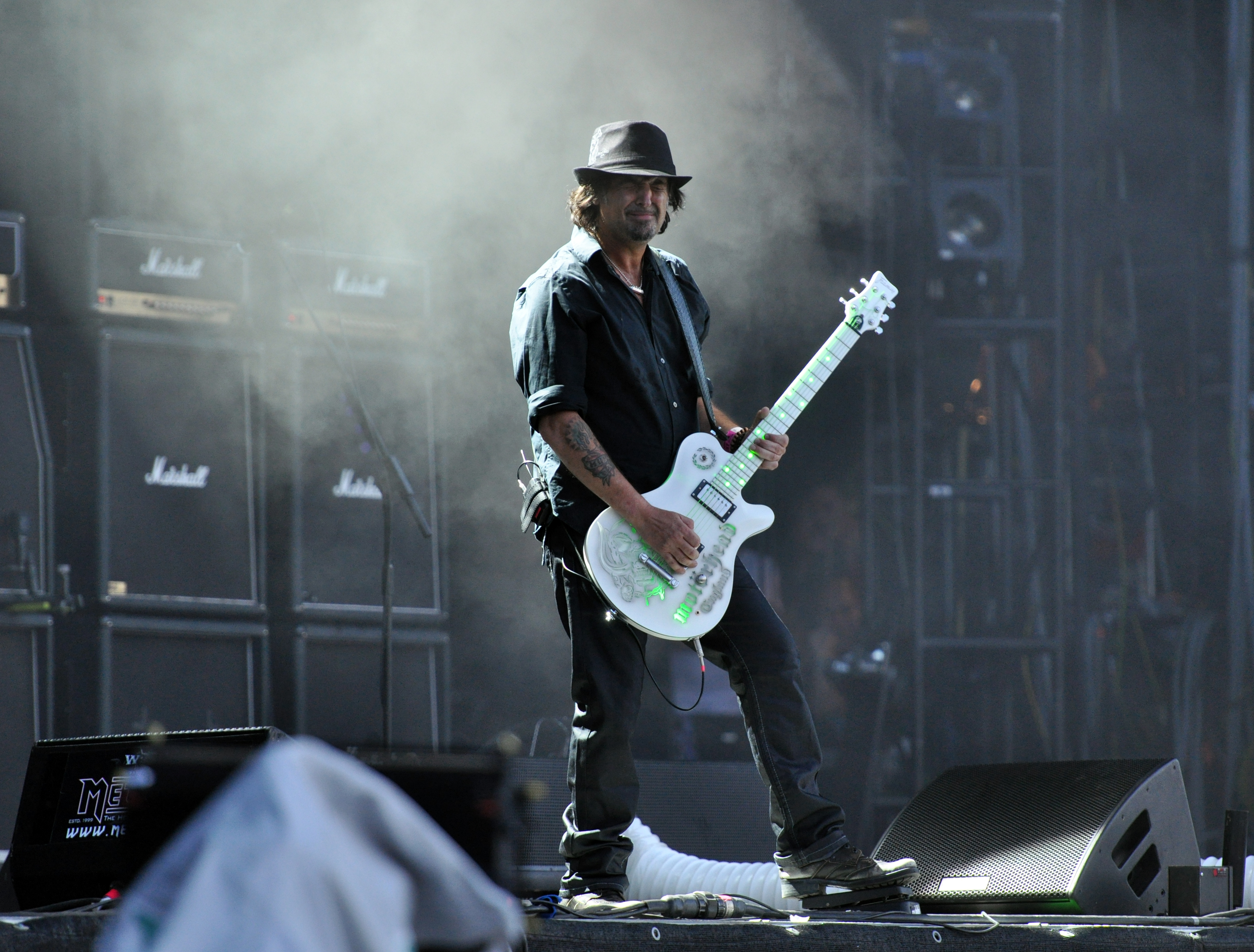
Campbell 2013, guitare Framus

Phil utilise des amplis Marshall JVM 410H et baffle LABOGA, et des guitares Lâg, Framus, Ellis, Gibson, Ltd et Paul Reed Smith, qu'il porte très bas sur scène.
En 2010, il crée sa guitare signature en collaboration avec Lag, la Signature 1000 Phil Campbell (S1000PC-HOS).
Il utilise principalement des micros Seymour Duncan à double bobinage.
Il estime sa collection de guitares à 386 instruments.